# Oropesa
Oropesa é um município da Espanha na província de Toledo, comunidade autónoma de Castilla-La Mancha, de área 337 km² com população de 2870 habitantes (2007) e densidade populacional de 8,44 hab/km².

## Demografia
| Variação demográfica do município entre 1991 e 2004 | Variação demográfica do município entre 1991 e 2004 | Variação demográfica do município entre 1991 e 2004 | Variação demográfica do município entre 1991 e 2004 |
| --------------------------------------------------- | --------------------------------------------------- | --------------------------------------------------- | --------------------------------------------------- |
| 1991                                                | 1996                                                | 2001                                                | 2004                                                |
| 2930                                                | 2834                                                | 2804                                                | 2836                                                |

## Património
- Castelo de Oropesa (Bem de Interesse Cultural)
- Igreja de Nossa Senhora da Assunção, de estilo plateresco
- Colégio dos Jesuítas, renascentista
- Ermita de las Peñitas, barroca.